# Фриске, Фридрих Карл
Фридрих (Фредерик) Карл Фриске (Фризеке) (англ. Frederick Carl Frieseke; 1874—1939) — американский художник-импрессионист, который провёл большую часть своей жизни в качестве экспатрианта во Франции; был влиятельным членом художественной колонии Живерни.

## Биография
Родился 7 апреля 1874 года.

### Семья
В 1858 году дедушка и бабушка Фредерика эмигрировали из городка Pritzerbe (возле Бранденбурга) с семьёй в США и поселились в небольшом городке Овоссо в штате Мичиган. Отец Герман Фриске после военной службы в Союзной армии вернулся в Овоссо, где основал бизнес по производству кирпича. В 1871 году он женился на Еве Грэм (англ. Eva Graham); в 1871 году у них родилась дочь Эдит, а в 1874 году — сын Фридрих (Фредерик). Мать умерла в 1880 году, и в 1881 семья переехала во Флориду, где отец продолжил заниматься бизнесом по производству кирпича в Джексонвилле. Бабушка способствовала занятиям внука художественной деятельностью. Посещение в 1893 году Всемирной выставки в Чикаго усилило желание Фредерика стать художником.

### Образование
В 1893 году Фридрих окончил среднюю школу в Овоссо и продолжил своё образование в школе при Чикагском институте искусств, обучаясь вместе с  Frederick Warren Freer и John Vanderpoel. После переезда в 1895 году в Нью-Йорк, он продолжил своё художественное образование в Лиге студентов-художников в 1897 году. Одновременно работал как иллюстратор, продавая свои работы в The New York Times, Puck и Truth.
В следующем году Фриске переехал во Францию, где он оставался до конца жизни, за исключением нескольких кратковременных визитов в Соединенные Штаты и другие страны. Продолжил своё образование, поступив в парижскую Академию Жулиана, где обучался у Бенджамена-Констана и Лорана, получая критические замечания от Делеклюза. Некоторое время брал уроки в Académie Carmen у Уистлера. Художник посетил Голландию, в том числе побывал в художественных колониях Катвейка и Ларена летом 1898 года. Первые свои работы Фридрих Фриске создавал акварелью, но инструктор академии Фридерик Макмоннис убедил его работать маслом. Сам Фриске считал себя самоучкой, ощущая, что от самостоятельной работы с советами выдающихся художников он получил больше, чем от академического образования.

### Творчество

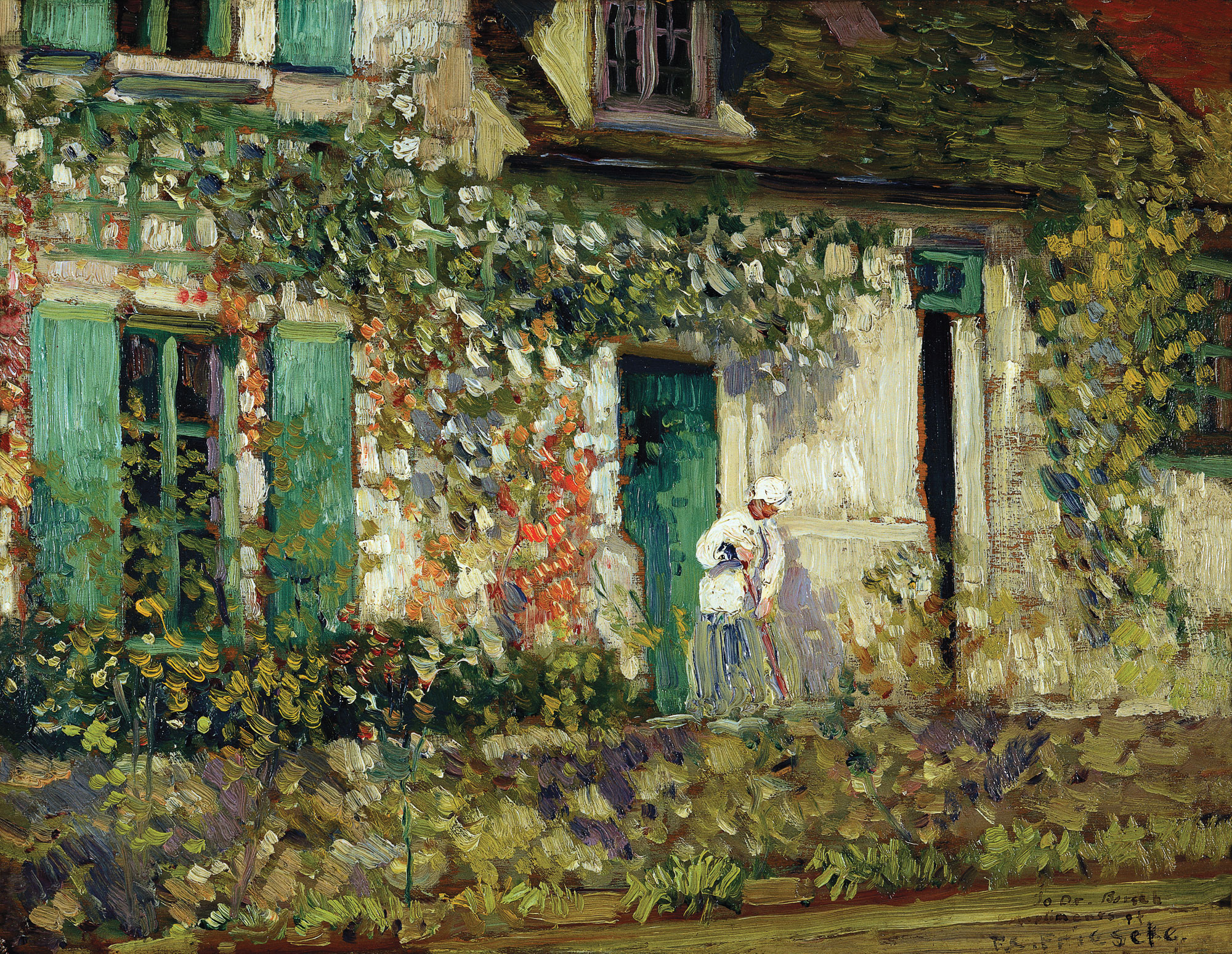
Дом Фриске в Живерни

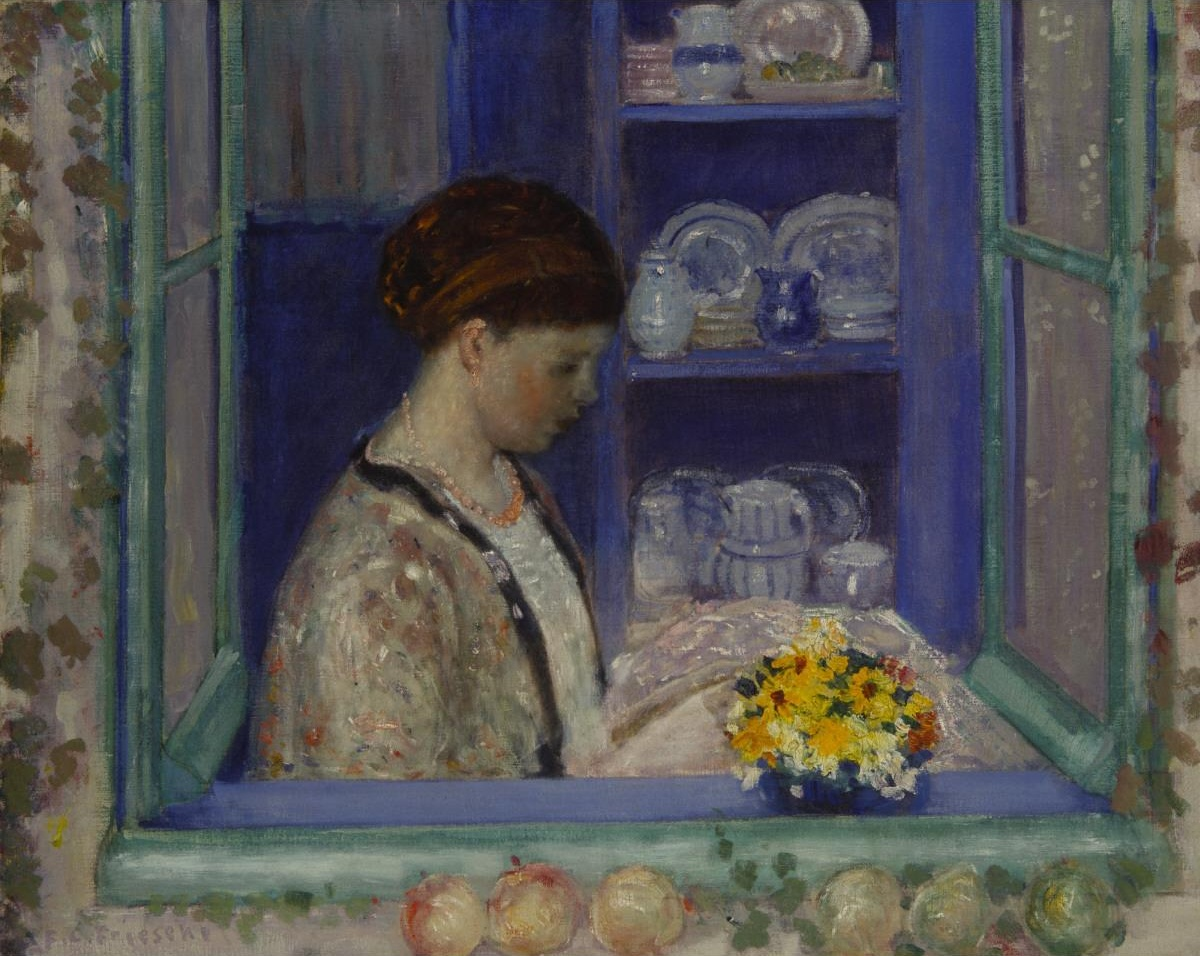
Жена Фридриха Фриске

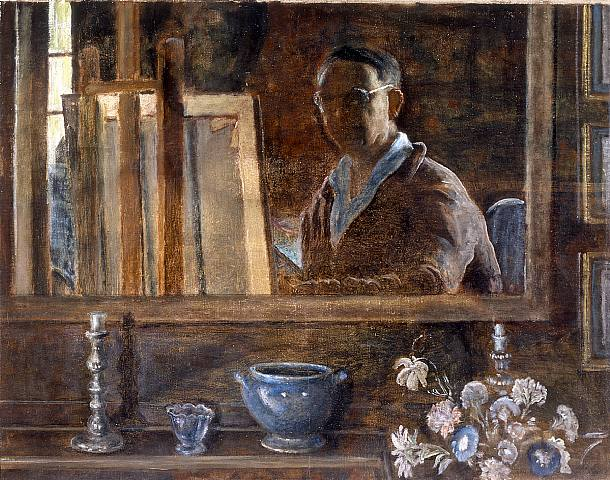
Автопортрет за год до смерти

Через год после прибытия в Париж, в 1899 году, Фриске выставился в салоне Société Nationale des Beaux-Arts, это происходило и многие последующие годы. Начиная с лета 1905 года художник хотя бы месяц проводил в художественной колонии местечка Живерни. В октябре 1905 года он женился на Саре Энн О’Брайан (англ. Sarah Anne O'Bryan, с которой познакомился ещё семь лет назад. Вместе с женой, а потом и дочерью каждое лето по 1919 год они проводили в Живерни. Зимой он работал в своей квартире и студии в Париже. Его дом в Живерни, бывший ранее резиденцией Теодора Робинсона, соседствовал с домом Моне. Несмотря на это, Фриске не стал ни другом Моне, ни объектом его творческого влияния. Сам Фриске говорил, что из импрессионистов на него оказал влияние, пожалуй, Ренуар, что действительно чувствуется в некоторых работах, изображающих женское тело. Дом и сад в Живерни часто фигурируют в картинах Фриске, нередко с позирующей женой. У художника здесь была и вторая студия на реке Эпт, где были созданы многие его произведения в стиле ню. В 1909 году на престижной Венецианской биеннале были представлены семнадцать его полотен. Художественное влияние Фриске сильно ощущалось в среде американцев, работающих в Живерни, среди которых были Louis Ritman, Karl Anderson, Lawton Parker и Karl Buehr.
Единственный ребёнок в семье Фриске — дочь Фрэнсис, родилась в 1914 году. В 1920 году семья переехала на ферму в Ле-Мениль-сюр-Бланжи, Нормандия. Работы художника в этот период сконцентрированы на женских фигурах, особенно ню. В 1923 году Фриске покинул салон Société Nationale des Beaux-Arts и основал вместе с другими художниками Salon des Tuileries. Он вернулся к живописи акварелью, особенно во время своих поездок в Ниццу и в Швейцарию в зимний период с 1930 по 1932 годы.
Умер 24 августа 1939 года в своём доме в Нормандии от аневризмы и был похоронен на кладбище Mesnil-sur-Blangy Cemetery. Жена — Sarah Anne O’Bryan Frieseke (1877—1966), дочь Frances Edith Frieseke Kilmer (1914—1998).

## Заслуги
В течение своей карьеры Фридрих Фриске был удостоен многих наград. В 1904 году на Всемирной выставке в Сент-Луисе он получил серебряную медаль и был удостоен золотой медали на выставке Munich International Art Exposition. Он был удостоен премии  William A. Clark Галереи Коркоран в 1908 году и Joseph E. Temple Fund Gold Medal Пенсильванской академии изящных искусств в 1913 году. Одним из его больших достижений стала победа в Гран-При на Панамо–Тихоокеанской международной выставкев Сан-Франциско в 1915 году. Он получил две золотые медали из Чикагского художественного института в 1920-м году и завоевал «народную премию» по результатам зрительской аудитории. Фриске был избран ассоциированным членом Национальной академии дизайна в 1912 году и академиком в 1914 году. В 1920 году он был удостоен звания кавалера ордена Почётного легиона, редкой награды для американских живописцев.

## Труды
Работы Фридриха Фриске известны изображением женщин и находятся во многих музеях США, включая Чикагский институт искусств, Галерею Коркоран, Метрополитен-музей, Пенсильванскую академию изящных искусств, Смитсоновский музей американского искусства и многие другие.

Некоторые работы
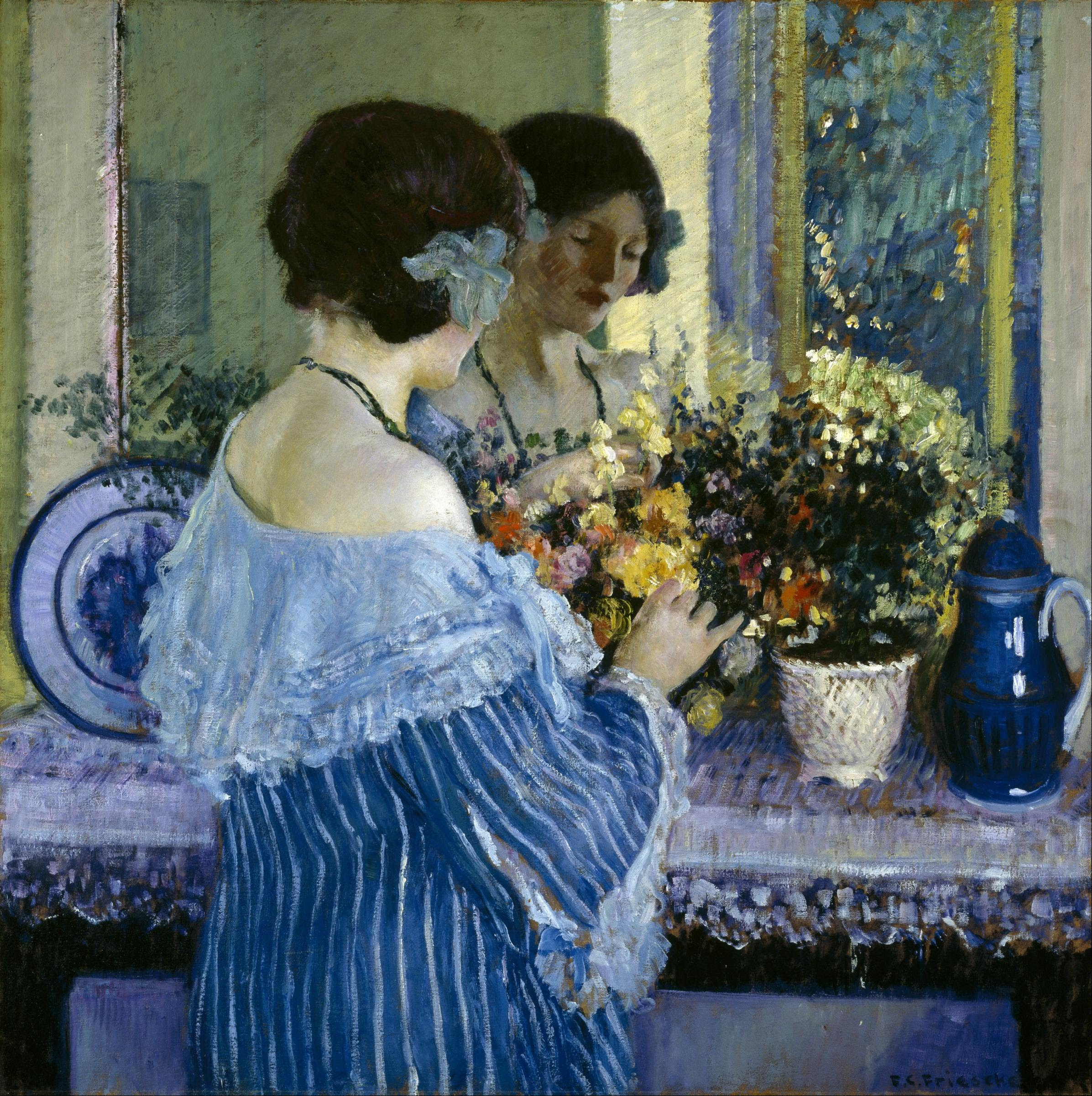
Girl in Blue Arranging Flowers
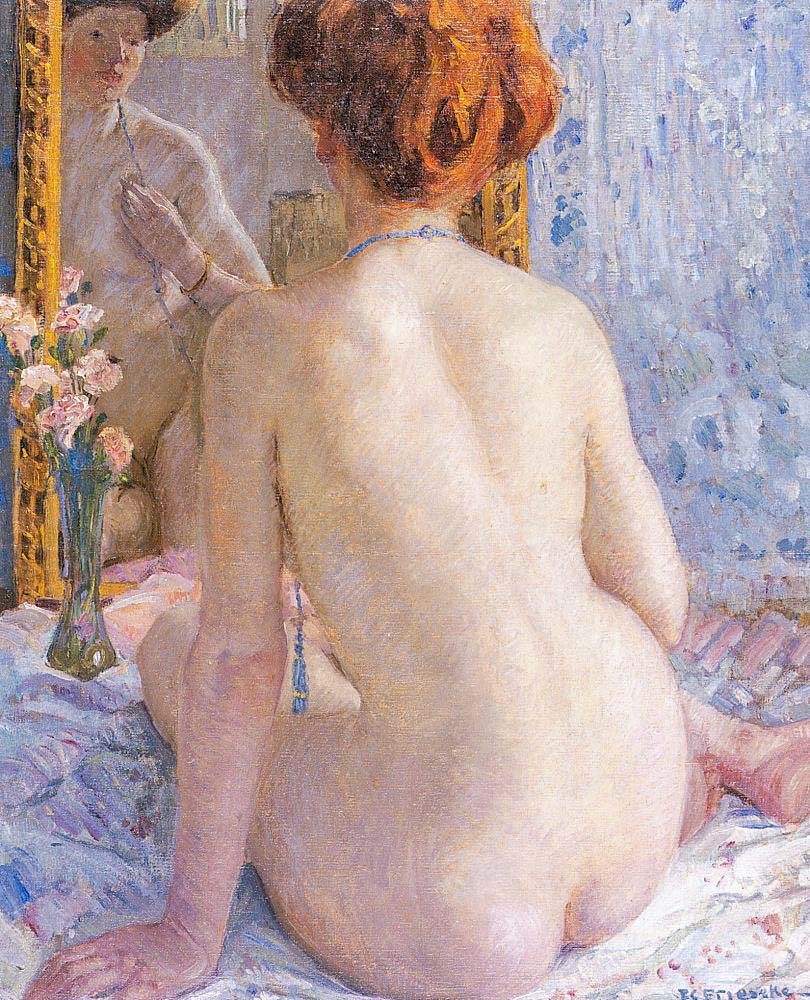
Reflections
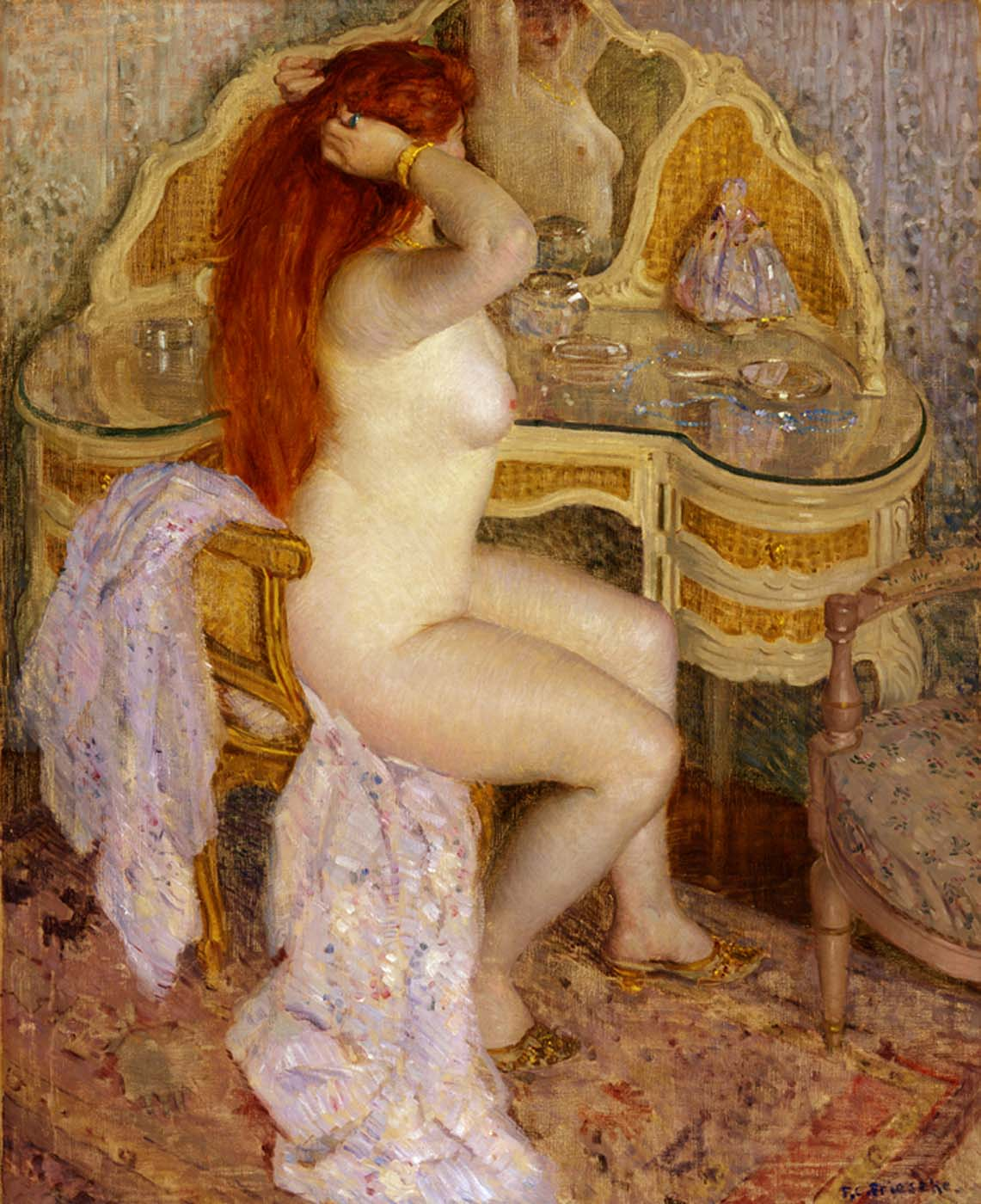
Nude Seated at Her Dressing Table
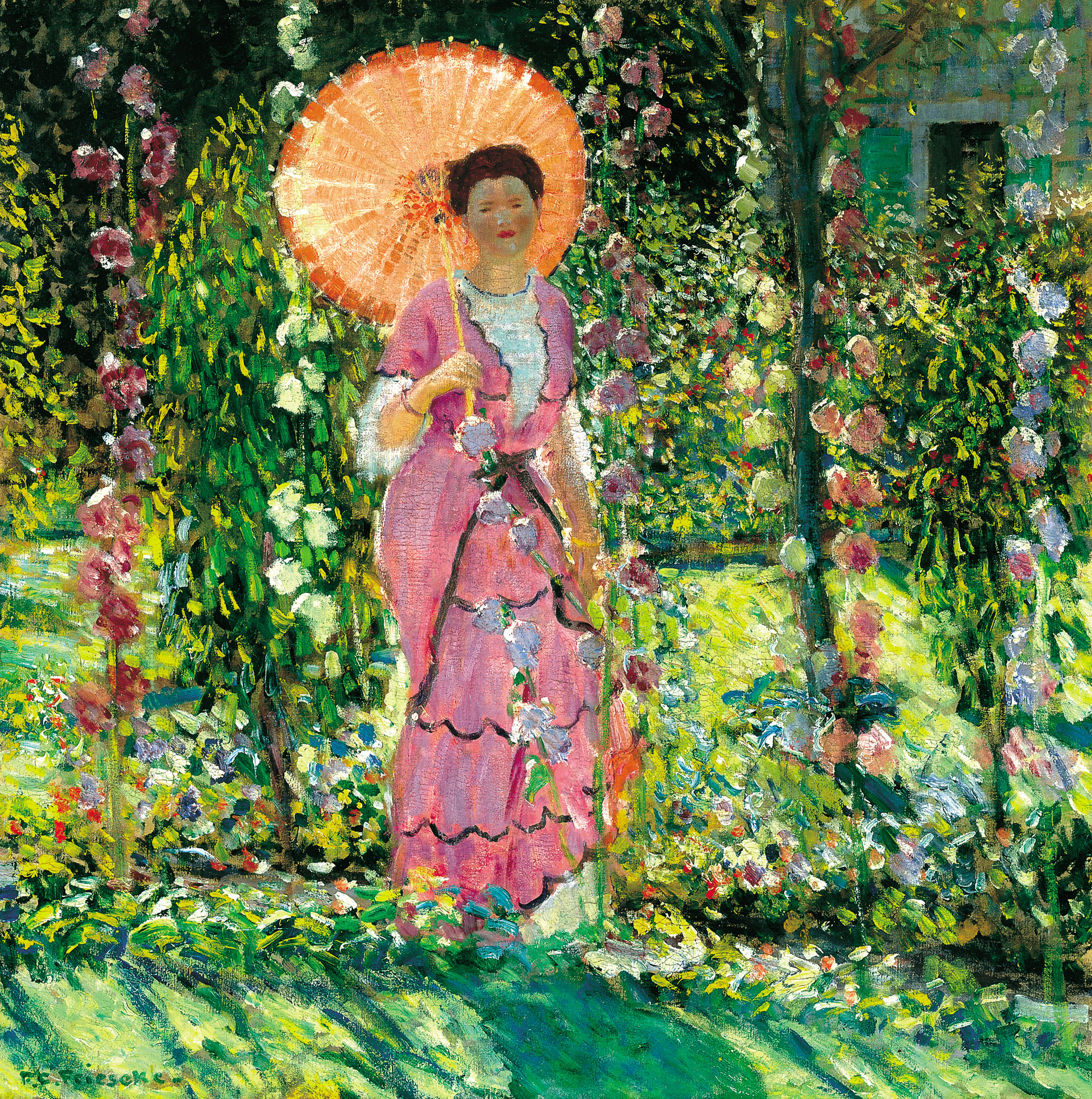
Hollyhocks